# Heinrich Bach (Organist)
Heinrich Bach (* 16. Septemberjul. / 26. September 1615greg. in Wechmar; † 10. Julijul. / 20. Juli 1692greg. in Arnstadt) war ein deutscher Organist aus der Familie Bach. Er war ein Großonkel von Johann Sebastian Bach.

## Leben
Heinrich ist der Stammvater der so genannten Arnstädter Linie der Musikerfamilie Bach. Nach dem Tod seines Vaters Johannes Bach übernahm sein ältester Bruder Johann die weitere Erziehung und unterwies ihn im Orgelspiel. 1635 trat er in die von Johann Bach geleitete Erfurter Ratsmusikanten-Compagnie ein und war von 1635 bis 1641 Ratsmusikant in Erfurt. Im Jahre 1641 erhielt er das Organistenamt an der Arnstädter Liebfrauen- und Oberkirche, das er bis zu seinem Tode versah. 1642 heiratete er Eva, die jüngere Tochter des Suhler Stadtpfeifers Hoffmann, deren ältere Schwester Barbara die erste Frau Johann Bachs war. Aus der Ehe gingen sechs Kinder, darunter drei musikalisch hoch begabte Söhne, hervor.

## Erhaltene Werke
Von Heinrich Bach sind nur wenige Kompositionen erhalten geblieben, u. a.:
- Ich danke dir, Gott
- Kyrie
- Zwei Sonaten à 5
- Da Jesus an dem Kreuze stund
- Erbarm dich mein, o Herre Gott